# Bir Anzarane (341)
Bir Anzarane (341) je oceánská hlídková loď marockého královského námořnictva.

## Stavba

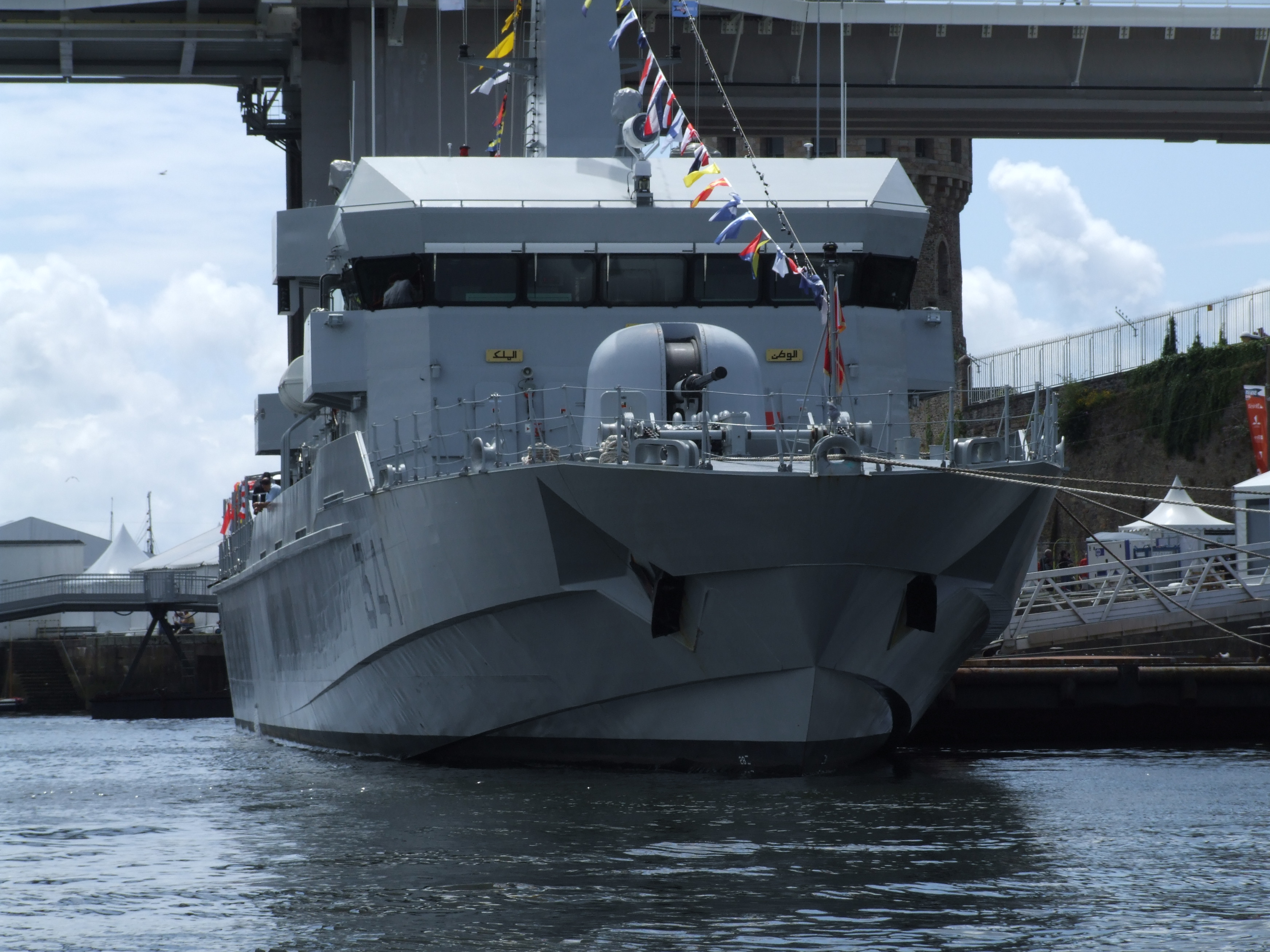
Bir Anzarane (341)

Plavidlo bylo navrženo společností Raidco Marine a postaveno francouzskou loděnicí STX France SA v Lorientu. Má být první jednotkou čtyřčlenné třídy hlídkových lodí (trupová čísla 342–344), označované OPV-70. Loď byla spuštěna na vodu dne 25. srpna 2010 a dne 23. června 2011 byla uvedena do služby.

## Konstrukce

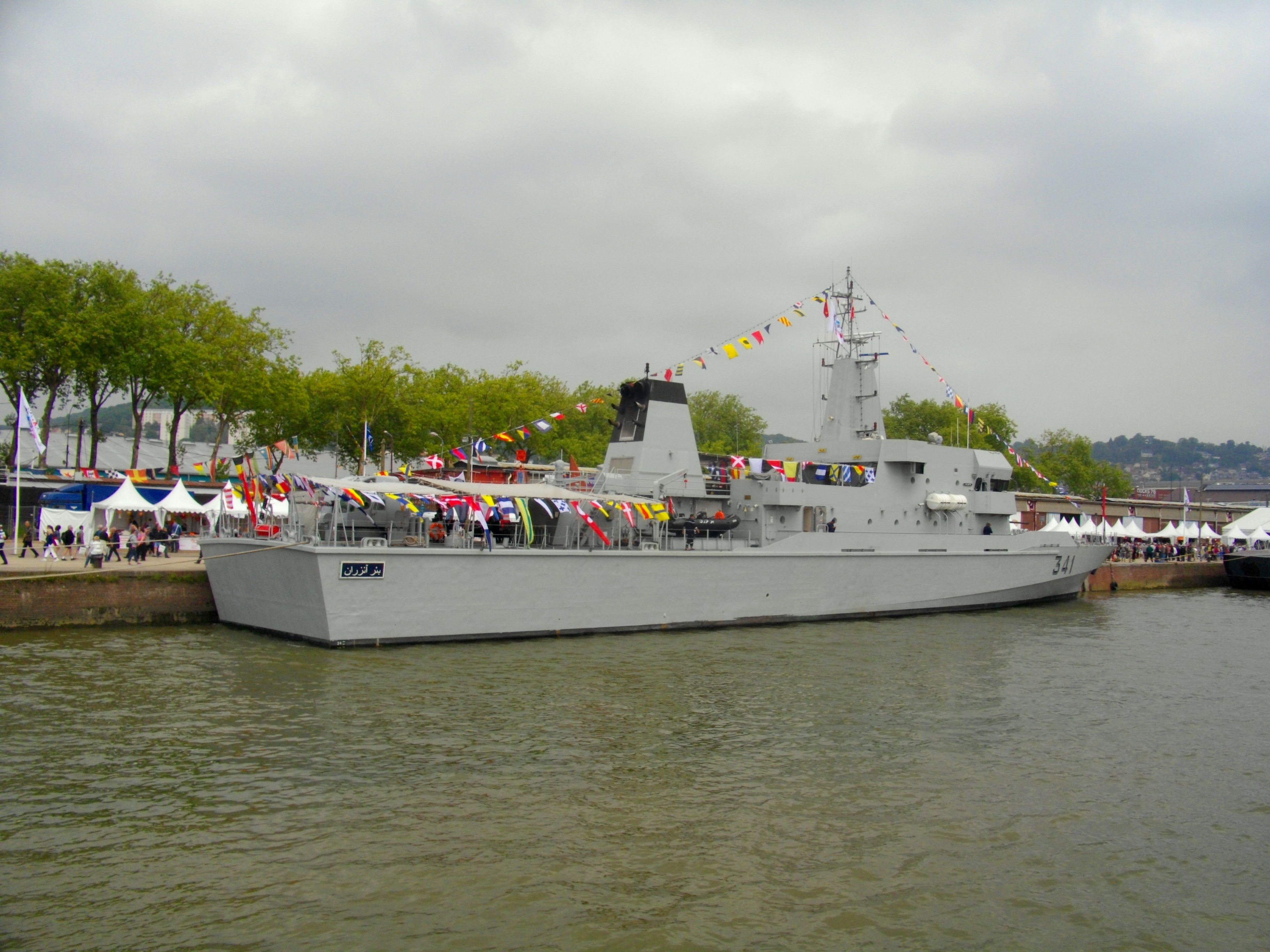
Bir Anzarane (341)

Kromě 64 členů posádky mohou ubytovat až šest dalších osob. Plavidlo nese radar DECCA Bridgemaster II. Hlavňovou výzbroj tvoří jeden 76mm kanón OTO Melara Super Rapid v dělové věži na přídi, jeden 40mm kanón, dva 14,5mm kulomety a dva 12,7mm kulomety. Na zádi se nachází přistávací plocha pro vrtulník. Loď není vybavena hangárem. Pohonný systém tvoří dva diesely Wärtsilä 12V26, pohánějící dva lodní šrouby. Nejvyšší rychlost dosahuje 22 uzlů. Dosah je 4200 námořních mil při 12 uzlech.